# فرودگاه منطقه‌ای ادراندک
فرودگاه منطقه‌ای ادراندک (به انگلیسی: Adirondack Regional Airport) یک فرودگاه همگانی بهره‌برداری هوایی با کد یاتا SLK است که یک باند فرود آسفالت دارد و طول باند آن ۲۰۰۳ متر است. این فرودگاه در کشور ایالات متحده آمریکا قرار دارد و در ارتفاع ۵۰۷ متری از سطح دریا واقع شده‌است.